# Туркестанська автономія

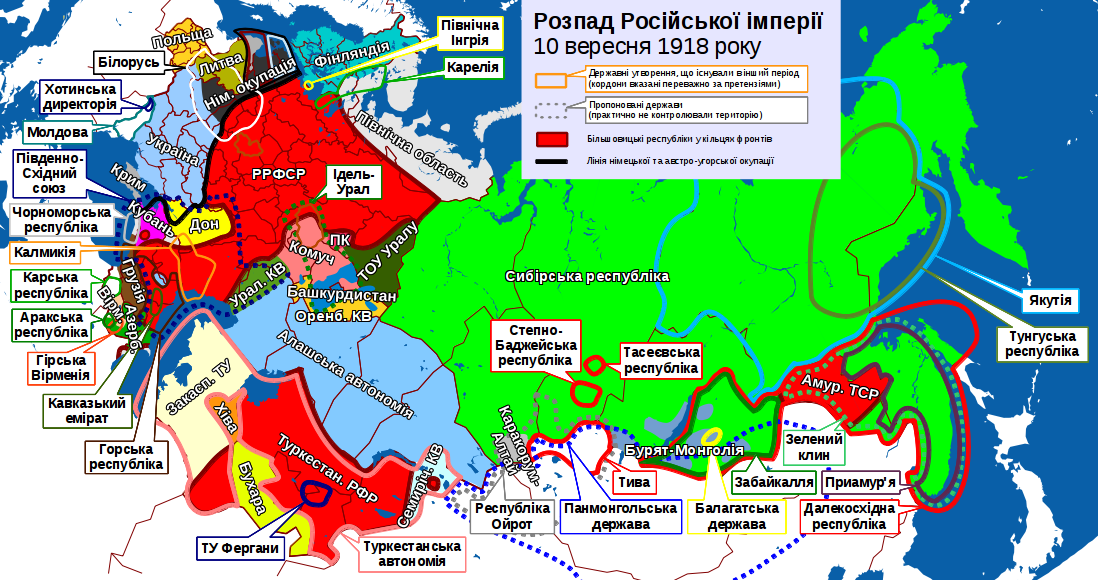
Туркестанська автономія на карті розпаду Російської імперії

Туркестанська (Кокандська) автономія — самопроголошена територіальна одиниця, існувавша на території колишнього Кокандського ханства. В період з 28 листопада 1917 по 22 лютого 1918 на сучасних землях Узбекистану, Казахстану, і Киргизстану, а в той час на територіях Семиріченської, Сирдар'їнської і Ферганської областей Туркестанського генерал-губернаторства Російської імперії. Уряд очолив казах Мустафа Шокай, уряд якого підтримували британці.
Це була одна з перших світських держав, де більшість населення становили мусульмани. Це була перша демократична держава в історії Центральної Азії. Столицею держави був Коканд, який до того часу був столицею Кокандського ханства. Існувало 5 офіційних мов: узбецька, казахська, киргизька, таджицька та російська. Населення становило близько 5 мільйонів осіб, переважно узбеки, а також казахи, киргизи, таджики, росіяни та інші.

## Історія
Після Лютневої революції у Середній Азії почали утворюватися суспільно-політичні організації, які представляють корінне мусульманське населення регіону.
Одним із перших таких організацій була «Шура-і-Іслам» (Ісламська рада), заснована у березні 1917 року (за 8 місяців до Жовтневої революції більшовиків) у середовищі ліберального та демократичного руху джадидизм. Пізніше від «Шуро-і-Іслам» відколюється « Шура-і-Улема » (Рада духовенства), створена кадимістами (рух ісламських традиціоналістів ).
У березні 1917 року створюється « Союз трудящих мусульман », який відіграв важливу роль у боротьбі за Радянську владу в Туркестані та його противниками. Мусульманські групи були також у партіях меншовиків та есерів, а пізніше у партіях більшовиків та лівих есерів.
15 листопада 1917 року у Ташкенті відкрився III "ВсеТуркестанський Курултай мусульман" Туркестанського краю під керівництвом "Шуро-і-Улема". Паралельно у цьому місті проходив III «З'їзд Рад Туркестанського краю».
На «ВсеТуркестанський Курултай мусульман» було запрошено представників лівих та соціалістичних мусульманських організацій, у той же час представники «Шуро-і-Іслам» в роботі курултаю не брали участі, що ознаменувало розкол між традиціоналістами та лібералами. На конференції було вирішено звернутися до делегатів ІІІ «З'їзду Рад Туркестану» із пропозицією про створення коаліційного уряду. Але ця пропозиція була відкинута лівими есерами та більшовиками, у керівництві яких вирішальне значення мали «старі комуністи» з російських колоністів, які стояли на позиціях російського націоналізму. Таким чином до 1-го складу «Ради народних комісарів Туркестану» (РНК) не потрапили представники корінних національностей. Це рішення було засуджено ЦК партії більшовиків, які вимагали включення до складу РНК представників корінного населення регіону.
22 листопада 1917 року у Ташкенті відкрився III «Крайовий загальномусульманський з'їзд», у якому було зроблено спробу формування урядів національної автономії. Але це рішення викликало протест з боку представників лівих мусульманських рухів та партій, які виступали за Ради як єдину легітимну владу.
У відповідь створенню в Ташкенті РНК, 26 листопада 1917 року у Коканді під керівництвом «Шуро-і-Іслам» скликано IV «ВсеТуркестанський Курултай мусульман». На з'їзді було близько 200 делегатів. Вони представляли такі території:
- Фергану - 150 осіб;
- Сирдар'їнську область - 22 особи;
- Самаркандську область – 21 особа;
- Закаспійську область – 1 особа;
- Бухару - 4 особи.

Наступного дня, 27.11.1917 р. на курултаї Туркестан було оголошено «територіально автономним разом із федеративною демократичною Російською республікою». На курултаї також було вирішено назвати нову територіальну освіту "Туркістон мухторіаті" (Туркестанська автономія). На тому ж курултаї було обрано органи влади автономії. Представницьким та законодавчим органом мав стати «Тимчасова Народна рада» у кількості 54 осіб, виконавчим — Тимчасовий уряд, який складається з 12 осіб.
Уряд Туркестанської автономії в січні оголосив про намір 20 березня 1918 скликати свій парламент на основі загального прямого, рівного і таємного голосування. 2/3 місць у парламенті призначалися мусульманським депутатам, а 1/3 – гарантувалася представникам немусульманського населення. В утвореному в той же час у Ташкенті уряді Туркестанської Радянської Республіки (ТАРСР) з 14 його членів не було жодної людини з представників корінних народів. Голова Раднаркому Туркестанської республіки Федір Колесов , нещодавній конторник на ташкентській залізниці, заявив: «Неможливо допустити мусульман у верховні органи влади, оскільки позиція місцевого населення щодо нас не визначена». Всього до Туркестанських Установчих зборів повинні були бути обрані 234 особи.

## Перший склад тимчасового уряду
До 1-го складу Тимчасового уряду Туркестанської автономії увійшли:
- Мухамеджан Тинишпаєв  – міністр-голова, міністр внутрішніх справ. За національністю казах
- Шах-Іслам (Іслам) Шагіахметов  - заступник міністра-голови. За національністю татарин
- Мустафа Чокай (Мустафа Шокай)  - керівник відділом зовнішніх зносин (у сучасній літературі іноді його називають міністром закордонних справ). За національністю казах
- Магді Чанишев – голова Військової Ради уряду (голова збройних сил). За національністю татарин
- У. Асадуллоходжаєв  — керуючий відділом народної міліції та громадської безпеки. За національністю узбек
- Хідаят-бек Юргулі-Агаєв — міністр землеустрою та водокористування. За національністю узбек
- Абіджан Махмудов  - міністр продовольства. За національністю узбек
- Абдурахман-бек Уразаєв  – заступник міністра внутрішніх справ. За національністю казах
- Соломон Герцфельд  – міністр фінансів. За національністю єврей.
- Кічик Ергаш (у літературі часто зустрічається написання Іргаш, він же Ходжі Магомед Ібрагім Ходжієв) — начальник повітової міліції, який надалі замінив Магді Чанишева на посаді керівника збройних сил автономістів.
- Насир-Хан – міністр народної освіти.[8]

Незабаром у зв'язку з відходом Тинишпаєва через внутрішні розбіжності Мустафа Шокай стає головою уряду.

Туркестанська автономія мислилася у складі майбутньої Російської Федерації.
У вступній промові Мустафа Шокай сказав:
 «Побудувати з ходу повнокровну державу нелегко. Для цього немає кадрів, ні досвіду. І головне — немає армії, щоби захистити майбутню автономію. Як би не була ослаблена Росія, вона набагато сильніша за нас. З Росією ми повинні жити у мирі та дружбі. Це диктує сама географія. Я не приймаю політику Рад, але вірю у руйнівну силу більшовиків» 

## Внутрішні розбіжності та політична криза
Однією з ключових проблем Туркестанської автономії, від початку її існування, стали непереборні розбіжності між різними політичними течіями, що були у її створенні. Насамперед між джадідами та кадимістами. Останніх в уряді представляв Кічик Ергаш. Зростаючий вплив кадимістів в уряді змусив у грудні 1917 піти у відставку голови уряду М. Тинишпаєва (який пробув прем'єром менше 1 місяця), якого змінив на цій посаді Мустафа Чокаєв.
В умовах політичної кризи осені 1917 року у автономістів була відсутня єдина позиція щодо зовнішньополітичної орієнтації, щодо Рад та щодо подальших соціально-політичних перетворень. Спроби уряду залучити на свій бік широкі кола корінного населення, шляхом відправлення до Туркестану ораторів і пропагандистів — не дали бажаних результатів. Загострило ситуацію і те, що керівники " Шура-і-Улема " відмовилися увійти до складу уряду автономії.
18 лютого 1918 року організація «Шура-і-Улема» повалила уряд на чолі з Мустафою Шокаєм (який пробув прем'єром 2,5 місяці) і керівництво урядом передано начальнику миршабів Коканда Кічик Ергашу.

## Розгром Туркестанської автономії
У січні 1918 року у відповідь на пред'явлений ультиматум Шокай відмовився визнати владу Рад. Для ліквідації Туркестанської автономії з Москви до Ташкента прибули 11 ешелонів з військами та артилерією під командуванням Костянтина Осипова. До складу радянських військ входили також озброєні вірменські загони дашнаків. Таким чином, Туркестанська автономія була ліквідована більшовиками і дашнаками лише через 3 місяці після створення, її змінив Радянський Туркестан. Шокаю вдалося втекти спочатку до Ташкента, пізніше через Актюбінськ в уральських степах він приєднався до членів уряду «Алаш-Орди» і знову ввімкнувся у політичну боротьбу.

## Голови
Туркестанська автономія в Коканді (28.11.1917 - 22.02.1918)
Мухамеджан Тинишпаєв  (голова уряду 28.11.- 12.12.1917)

Мустафа Шокай (голова уряду 12.12.1917 - 19.02.1918)

Ергаш (Іргаш)-Курбаші (начальник міліції 28.11.1917 - 22.02.1918,
 диктатор з 19.02.1918 по 22.02.1918)